# Cantonul Romorantin-Lanthenay-Nord
Cantonul Romorantin-Lanthenay-Nord este un canton din arondismentul Romorantin-Lanthenay, departamentul Loir-et-Cher, regiunea Centru, Franța.

## Comune
- Courmemin
- Millançay
- Romorantin-Lanthenay (parțial, reședință)
- Veilleins
- Vernou-en-Sologne